# Dreiklassenwahlrecht

Wahlaufruf im Kölner Stadt-Anzeiger 1881: „Mitbürger! Wähler der 3. Classe!“

Das Dreiklassenwahlrecht ist ein historisches Wahlrecht (Wahlsystem), das in verschiedenen Ländern bestand. In der deutschen Geschichte ist vor allem die Situation im Königreich Preußen von Belang, wo die Abgeordneten des Abgeordnetenhauses von 1849 bis zum Ende der Monarchie 1918 nach dem Dreiklassenwahlrecht gewählt wurden. Das Abgeordnetenhaus war die zweite Kammer des Preußischen Landtages. Auch auf Gemeindeebene wurden die Stadtverordneten der preußischen Städte und Gemeinden gemäß der Preußischen Gemeindeordnung nach dem Dreiklassenwahlrecht gewählt. Nach jahrzehntelangen Kontroversen wurde das preußische Dreiklassenwahlrecht in der Novemberrevolution abgeschafft.
Die Bezeichnung rührt daher, dass die Wähler ein nach Steuerleistung in drei Abteilungen („Klassen“) abgestuftes Stimmengewicht besaßen. Wenn man davon absieht, dass nur Männer wählen durften, war es ein allgemeines Wahlrecht. Es war aber grundsätzlich ein ungleiches Wahlrecht, weil die Stimmen je nach Klasse einen sehr unterschiedlichen Erfolgswert hatten.
Die Idee des Dreiklassenwahlrechts stammte aus Frankreich; in Deutschland wurde es auf kommunaler Ebene bereits 1845 in der stark französisch geprägten Rheinprovinz eingeführt. Bis zum Ersten Weltkrieg war ein Zensuswahlrecht nicht unüblich und galt auch in anderen Ländern wie beispielsweise in Schweden.
Das preußische Dreiklassenwahlrecht war seinerseits Vorbild für ähnliche Wahlsysteme in mehreren anderen deutschen Staaten und vereinzelt in anderen Ländern. Es wurde zum gehassten Symbol der demokratischen Defizite in Preußen. Dieses Defizit hatte seinerseits Folgen für ganz Deutschland, weil Preußen die dominierende Macht war. Allerdings waren auch in den meisten anderen Ländern die Wahlsysteme ungleich und häufig nicht einmal allgemein.

## Grundlage und Grundzüge
Rechtsgrundlagen waren insbesondere die „Verordnung betreffend die Ausführung der Wahl der Abgeordneten zur Zweiten Kammer“ vom 30. Mai 1849 und das zu deren Ausführung erlassene und wiederholt geänderte „Reglement über die Ausführung der Wahlen zum Hause der Abgeordneten“. Das Dreiklassenwahlrecht wurde in der revidierten preußischen Verfassung vom 31. Januar 1850 verankert.
Ein in der Verfassung vorgesehenes Wahlgesetz kam bis 1918 nicht zustande. Die Verordnung blieb bis 1918 nahezu unverändert, nur ein Paragraph wurde eingefügt. Jedoch wurde die Verordnung mehrmals durch Gesetze teilweise außer Kraft gesetzt oder durch neue Vorschriften ersetzt; so wurden 1860 die Wahlbezirke samt Wahlorten durch Gesetz festgelegt, 1891 und 1893 die Bildung der Wählerabteilungen reformiert und 1906 einige kleinere Änderungen zur Straffung des Wahlverfahrens eingeführt. Eine grundlegende Änderung gab es nie.
Die Wahl war ungleich: Die Wähler wurden nach Höhe ihrer Steuerleistung in drei Abteilungen (Klassen) eingeteilt und hatten so ein sehr unterschiedliches Stimmengewicht. Die Wahl der Abgeordneten erfolgte indirekt: Die wahlberechtigten Wähler wählten Wahlmänner, diese wiederum die Abgeordneten ihres Wahlbezirkes. Die Wahl war in der dritten Klasse nicht geheim.

## Wahlverfahren

### Wahlberechtigung und Wählbarkeit
Wahlberechtigt war jeder männliche Preuße, der mindestens 25 Jahre alt war und seit mindestens sechs Monaten seinen Wohnsitz in einer preußischen Gemeinde hatte. Er durfte auch nicht durch rechtskräftiges Urteil die bürgerlichen Rechte verloren haben oder öffentliche Armenunterstützung erhalten. Bei der Reichstagswahl gab es zwar keine Unterteilung in drei Klassen, aber auch hier waren wie in anderen Staaten im 19. Jahrhundert die Empfänger öffentlicher Armenunterstützung vom Wahlrecht ausgeschlossen.
Durch das Reichsmilitärgesetz von 1874 waren aktive Militärpersonen, mit Ausnahme der Militärbeamten, vom aktiven Wahlrecht ausgeschlossen, sowohl bei Wahlen in den Bundesstaaten als auch bei der Wahl zum Reichstag.
Zum Abgeordneten wählbar war jedermann, der das 30. Lebensjahr vollendet hatte, seit mindestens drei Jahren die preußische Staatsangehörigkeit besaß und die bürgerlichen Rechte nicht durch rechtskräftiges Urteil verloren hatte.

### Urwahlbezirke
Die Wahlberechtigten wählten in ihrem Urwahlbezirk 3 bis 6 Wahlmänner. Jeder Urwahlbezirk stellte so viele Wahlmänner, wie er volle 250 Einwohner (gemäß der letzten Volkszählung) hatte. Ein Urwahlbezirk hatte also mindestens 750 und höchstens 1749 Einwohner. Gemeinden oder gemeindefreie Gutsbezirke mit weniger als 750 Einwohnern wurden mit anderen zu einem Urwahlbezirk zusammengefasst. In Gemeinden ab 1750 Einwohner war die Gemeindeverwaltung, ansonsten der Landrat für die Einteilung zuständig. Die für die Einteilung zuständige Stelle ernannte den Wahlvorsteher des Urwahlbezirks, dieser berief aus den Reihen der Wahlberechtigten den Schriftführer und drei bis sechs Beisitzer für den Wahlvorstand.
Die Einteilung in Urwahlbezirke wurde teilweise politisch tendenziös gehandhabt, entweder durch Gerrymandering oder dadurch, dass Urwahlbezirke mit missliebigem Wahlverhalten so zugeschnitten wurden, dass sie eine Einwohnerzahl knapp unter der Schwelle zu einem zusätzlichen Wahlmann hatten (also zum Beispiel knapp unter 1.000) und Urwahlbezirke mit erwünschter Mehrheit eine Einwohnerzahl knapp darüber.

### Die drei Abteilungen (Klassen)

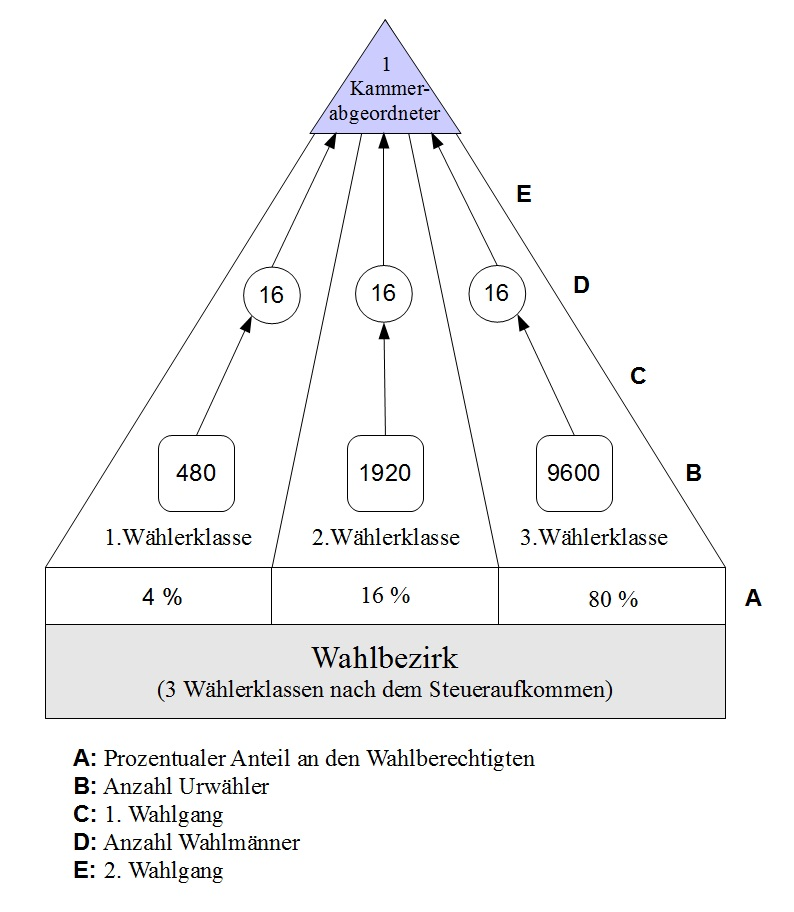
Dreiklassenwahlrecht: Anteil der Wählerklassen an der Wahl 1849

Die Wahlberechtigten wurden in drei Abteilungen eingeteilt; der Ausdruck Klassen ist inoffiziell. Dies geschah bis 1891 grundsätzlich auf Gemeindeebene. Bildeten mehrere Gemeinden einen Urwahlbezirk, wurde die Dreiteilung auf der Ebene des Urwahlbezirks durchgeführt. Grundlage war das Aufkommen der direkten Staatssteuern (Klassensteuer oder klassifizierte Einkommensteuer, Grund- und Gewerbesteuer).
Die Wahlberechtigten, die die meisten Steuern zahlten, wählten in der 1. Abteilung. Es wurden so viele Wahlberechtigte in diese erste Abteilung eingeteilt, bis ein Drittel des Steueraufkommens erreicht war.
In die 2. Abteilung wurden diejenigen eingeteilt, die unter den verbleibenden Wahlberechtigten die größte Steuerleistung erbrachten, bis ein weiteres Drittel des Gesamtaufkommens erreicht war.
Die übrigen Wahlberechtigten bildeten die 3. Abteilung. Fiel der Steuerbetrag eines Wahlberechtigten nur noch teilweise ins erste oder zweite Drittel, so wurde er der höheren Abteilung zugerechnet. Überstieg dadurch die Steuersumme der 1. Abteilung ein Drittel der gesamten Steuern, wurde der auf die 2. und 3. Abteilung entfallende Betrag neu berechnet, indem der verbleibende Betrag hälftig zwischen diesen beiden Abteilungen aufgeteilt wurde.
In Gemeinden mit mehreren Urwahlbezirken war es möglich, dass es nach diesem Verfahren in der ersten oder sogar in der ersten und zweiten Abteilung gar keinen Wahlberechtigten gab. In diesen Fällen wurde die Einteilung auf der Ebene des Urwahlbezirks erneut durchgeführt. 1908 bestand in 2.214 von 29.028 Urwahlbezirken die 1. Abteilung nur aus einer Person. 1888 gab es in 2.283 von 22.749 Urwahlbezirken nur einen Wahlberechtigten, in weiteren 1.764 waren es zwei Wahlberechtigte und in 96 Urwahlbezirken gab es auch in der 2. Abteilung nur einen Wahlberechtigten.
In den Jahren 1891 und 1893 wurde die Einteilung der Wahlberechtigten in die Abteilungen reformiert. Hintergrund war die weitreichende Steuerreform unter dem preußischen Finanzminister Johannes von Miquel. Dadurch waren Grund-, Gebäude- und Gewerbesteuer keine Staatssteuern mehr, sondern kommunale Steuern. An die Stelle der Klassensteuer und der klassifizierten Einkommensteuer trat eine progressive Einkommensteuer, zusätzlich wurde eine Ergänzungssteuer (Vermögenssteuer) als direkte Staatssteuer eingeführt.
Durch die progressiv gestalteten Einkommensteuersätze und die Ergänzungssteuer wurden wohlhabende Bürger stärker belastet, so dass in der 1. und 2. Abteilung noch weniger Männer gewählt hätten. Um dies zu verhindern, wurde künftig bei jedem Wähler, der keine Einkommensteuer zahlte, hierfür ein fiktiver Betrag von drei Mark angesetzt. Wähler, die neben diesem fiktiven Betrag keine andere direkte Steuer zahlten, wählten jedoch immer in der 3. Abteilung. Auch direkte kommunale Steuern wurden künftig bei der Abteilungsbildung berücksichtigt neben den direkten Staatssteuern (Einkommensteuer, Ergänzungssteuer, Gewerbesteuer für den Gewerbebetrieb im Umherziehen).
Wo keine kommunalen Steuern erhoben wurden, wurden die Steuern, die nach bisherigem Recht fällig gewesen wären, weiter als fiktiver Betrag in Ansatz gebracht. Dies war de facto eine Schutzklausel für Gutsherren in gemeindefreien Gutsbezirken. Hier gab es keine kommunalen Steuern, da Gutsherren sie an sich selbst gezahlt hätten. Gutsbesitzer zahlten bis dahin zwar eine hohe Grundsteuer, oft aber nur eine geringe Steuer auf Einkommen. Ohne die Anrechnung fiktiver kommunaler Steuern hätten einige in die 2. Abteilung abrutschen können. Vom Wahlberechtigten an anderen Orten in Preußen entrichtete direkte kommunale Steuern konnten auf seinen Antrag bei der Abteilungsbildung berücksichtigt werden.
Eine weitere, für Städte bedeutende Änderung im Jahr 1891 war, dass künftig die Einteilung in die Abteilungen immer auf Ebene des Urwahlbezirks durchgeführt wurde. Bis dahin war in den in mehrere Urwahlbezirke eingeteilten Gemeinden der erforderliche Steuerbetrag für die 1. oder 2. Abteilung in allen Urwahlbezirken gleich (es sei denn, eine Abteilung wäre so unbesetzt geblieben). Dies änderte sich nun teilweise drastisch. So waren 1888 in Köln in allen Urwahlbezirken 494 Mark für die 1. Abteilung erforderlich. Wäre die Drittelung der Steuersumme hingegen auf Ebene der Urwahlbezirke durchgeführt worden, hätte dieser Betrag je nach Urwahlbezirk zwischen 18 und 24.896 Mark geschwankt. Nach der Änderung schwankte der für die 1. Abteilung erforderliche Betrag in Berlin 1893 zwischen 12 Mark im ärmsten Urwahlbezirk und 27.000 Mark in der Voßstraße (wo die Reichskanzlei lag). Durch diese Änderung war es einerseits für viele städtische Bürger mit geringem und mittlerem Einkommen leichter, in die 2. oder sogar 1. Abteilung aufzurücken. Andererseits konnten wohlhabende Bürger in reichen Urwahlbezirken in die 3. Abteilung abrutschen; Reichskanzler Bernhard von Bülow musste 1903 in der 3. Abteilung wählen.
Der Anteil der Abteilungen an den Wahlberechtigten (Urwählern) schwankte im Laufe der Zeit und auch regional. Landesweit entfielen auf die 3. Abteilung etwa 80–85 % der Wahlberechtigten, auf die 1. Abteilung ca. 4 %. 1913 waren in der 3. Abteilung 79,8 % der Wahlberechtigten (1898: 85,3 %), in der 2. Abteilung 15,8 % (1898: 11,4 %) und in der 1. Abteilung 4,4 % (1898: 3,3 %).
1913 gab es landesweit 190.444 gültige Urwählerstimmen in der 1. Abteilung und 1.990.262 in der 3. Abteilung. Da beide Abteilungen die gleiche Anzahl an Wahlmännern wählte, hatten die Stimmen der Urwähler der 1. Abteilung im Durchschnitt ein 10,45 Mal höheres Gewicht als die von Wählern der 3. Abteilung.

### Wahl der Wahlmänner (Urwahl)
Die Wahl der Wahlmänner wurde von den Urwählern in einer Versammlung durchgeführt. Der Tag war im ganzen Land einheitlich. Zugang zum Wahllokal hatten nur die Wahlberechtigten, abgesehen von Ordnungskräften, denen der Wahlvorsteher die Anwesenheit gestatten konnte. Die Wahl wurde getrennt nach Abteilungen durchgeführt. Waren insgesamt drei Wahlmänner zu wählen, wählte jede Abteilung einen Wahlmann, bei sechs zu wählenden Wahlmännern jeweils zwei. Waren vier Wahlmänner zu wählen, wählten die 1. und 3. Abteilung je einen und die 2. Abteilung zwei Wahlmänner, bei 5 Wahlmännern wählten die 1. und 3. Abteilungen je zwei und die 2. Abteilung nur einen Wahlmann. Ein Wahlmann musste im Urwahlbezirk wahlberechtigt sein, aber nicht der Abteilung angehören, in der er gewählt wurde.
Die dritte Abteilung wählte zuerst, die erste zuletzt. War die Wahl in einer Abteilung abgeschlossen, hatten deren Wähler, soweit nicht dem Wahlvorstand angehörend, das Wahllokal zu verlassen. Die Wähler der 1. Abteilung konnten das Abstimmungsverhalten aller Wähler beobachten, während die Wähler der 3. Abteilung nicht wussten, wie die höheren Abteilungen wählten.
Die Wahl der Wahlmänner einer Abteilung lief so ab, dass die Wahlberechtigten nacheinander in absteigender Reihenfolge ihrer Steuerleistung aufgerufen wurden, an einen zwischen dem Wahlvorsteher und den übrigen Urwählern aufzustellenden Tisch traten und ihr Votum zu Protokoll gaben. In der Praxis gaben die Wähler ihre Stimme aber meist von ihrem Platz aus ab. Stimmen unter Protest oder Vorbehalt waren ungültig. Der Wähler nannte je nach Zahl der in der Abteilung zu wählenden Wahlmänner einen oder zwei Namen. Zur Wahl war die absolute Mehrheit (mehr als die Hälfte) der Stimmenden erforderlich. Diese Vorschrift sorgte häufiger für Probleme. Da im Reglement nicht erklärt war, was unter absoluter Mehrheit zu verstehen sei, wurden von Wahlvorständen öfter reglementwidrig Personen mit bloß relativer Mehrheit für gewählt erklärt. Außerdem ging aus dem Reglement nicht ausdrücklich hervor, dass ungültig wählende Personen nicht bei der Berechnung der absoluten Mehrheit zu berücksichtigen waren. Erreichten bei zwei zu wählenden Wahlmännern drei Personen die absolute Mehrheit, waren diejenigen mit den meisten Stimmen gewählt. Meist wurden die Wahlmänner mit großer Mehrheit gewählt.
Wenn die absolute Mehrheit nicht erreicht wurde, kamen die noch nicht gewählten Personen mit den meisten Stimmen in die engere Wahl, und zwar doppelt so viele Personen, wie noch Wahlmänner zu wählen waren. Wörtlich regelte das Reglement (in der zuletzt gültigen Fassung vom 20. Oktober 1906) das Verfahren so:
Ist die Auswahl der hiernach zur engeren Wahl zu bringenden Personen zweifelhaft, weil auf zwei oder mehrere eine gleiche Stimmenzahl gefallen ist, so entscheidet zwischen diesen das Los darüber, wer auf die engere Wahl zu bringen ist.
Sind bei der ersten Abstimmung oder bei der engeren Wahl die Stimmen zwischen nur zwei oder – wenn es sich um die Wahl zweier Wahlmänner handelt – zwischen nur vier Personen ganz gleich geteilt, so entscheidet das Los zwischen den zwei oder vier Personen darüber, wer gewählt ist (Art. I § 2 des Gesetzes vom 28. Juni 1906).
Erhält bei der engeren Wahl nur ein Wahlmann die absolute Stimmenmehrheit, während zwei zu wählen waren, so ist der zweite Wahlmann in einer zweiten Wahl gemäß den vorstehenden Bestimmungen zu wählen. Im übrigen findet eine zweite engere Wahl nicht statt.
Wenn bei einer Abstimmung die absolute Stimmenmehrheit auf mehr Personen gefallen ist, als Wahlmänner zu wählen waren, so sind diejenigen gewählt, welche die höchste Stimmenzahl haben. Bei Stimmengleichheit entscheidet auch hier das Los.
Bei einer engeren Wahl waren Stimmen ungültig, wenn sie nicht auf eine der wählbaren Personen entfielen. Gegenüber der ursprünglichen Regelung enthielt der zitierte Paragraph eine Änderung: Bis 1906 kam es statt eines Losentscheides zu einer engeren Wahl, wenn im ersten Wahlgang nur zwei bzw. vier Personen Stimmen bekamen und diese alle in gleicher Zahl.
Gewählte hatten, sofern anwesend, sofort Annahme oder Ablehnung der Wahl zu erklären, ansonsten innerhalb von drei Tagen, den Wahltag eingerechnet. Lehnte ein nicht anwesender Gewählter die Wahl ab, wurde einige Tage später nachgewählt.
1906 wurde in Städten ab 50.000 Einwohnern die Wahlversammlung durch die heute allgemein übliche Fristwahl ersetzt, bei der die Wähler innerhalb einer bestimmten Zeitspanne ihre Stimme abgeben können.

### Wahlbezirke (Wahlkreise)
Die Wahlmänner eines Wahlbezirks versammelten sich an einem landesweit einheitlichen Tag (Termine für alle Wahlen siehe Artikel Abgeordnetenhaus) an einem seit 1860 gesetzlich festgelegten Wahlort ihres Wahlbezirks zur Wahl der Abgeordneten. Üblicherweise gab es in jedem Wahlbezirk mehrere Hundert Wahlmänner, in einigen Fällen weit über 1000. In den Wahlbezirken waren ein bis drei Abgeordnete zu wählen, vor 1860 hatte es auch Wahlbezirke mit mehr Abgeordneten gegeben. 1860 wurden durch Gesetz 176 Wahlbezirke festgelegt. Die Wahlbezirke umfassten stets einen oder mehrere ganze Stadt- oder Landkreise, lediglich Berlin war in mehrere Wahlbezirke aufgeteilt.
Abgesehen von kleineren Verschiebungen von Kreisgrenzen und der Verlegung von Wahlorten einiger Wahlbezirke gab es an diesen Wahlbezirken bis zu einer Gesetzesänderung 1906 (effektiv ab der Wahl 1908) mit einer einzigen Ausnahme keine Änderungen. 1906 wurden mehrere Wahlbezirke mit besonders großem Bevölkerungswachstum in kleinere Wahlkreise aufgeteilt und diesen Gebieten insgesamt 10 zusätzliche Sitze zugeteilt (Großraum Berlin 5, Ruhrgebiet 4, Oberschlesien 1). Ansonsten gab es Veränderungen der Wahlbezirkseinteilung nur durch zusätzliche Wahlbezirke für die nach dem Krieg von 1866 eroberten Gebiete (1867 Hannover, Hessen-Nassau und Schleswig-Holstein, 1876 Lauenburg), wo es in den 1880er Jahren noch einmal kleinere Änderungen gab. Langfristig lässt sich eine Tendenz zu mehr Einerwahlbezirken feststellen:
| Wahlbezirke nach Zahl der Abgeordneten | 1861 | 1867 | 1876 | 1885 | 1888 | 1908 |
| 1 Abgeordneter                         | 027  | 105  | 106  | 104  | 105  | 132  |
| 2 Abgeordnete                          | 122  | 123  | 123  | 124  | 125  | 121  |
| 3 Abgeordnete                          | 027  | 027  | 027  | 027  | 026  | 023  |
| Wahlbezirke insgesamt                  | 176  | 255  | 256  | 255  | 256  | 276  |
| Mandate insgesamt                      | 352  | 432  | 433  | 433  | 433  | 443  |

Die kaum der Bevölkerungsentwicklung angepasste Einteilung begünstigte die Konservativen zusätzlich, da deren Abgeordnete überwiegend aus östlichen und ländlichen Landesteilen mit geringem Bevölkerungswachstum kamen.

### Wahl der Abgeordneten
Die Wahl der Abgeordneten wurde durch einen vom Regierungspräsidenten ernannten Wahlkommissar geleitet, der in der Regel Landrat oder Oberbürgermeister war. Dem Wahlkommissar gingen alle Protokolle der Urwahlen in seinem Wahlbezirk zu. Er hatte diese zu prüfen.
Nachdem der Wahlkommissar eingangs auf die rechtlichen Bestimmungen hinzuweisen hatte, folgte die Wahl von Protokollführer und Beisitzern auf Vorschlag des Wahlkommissars, der mit diesen zusammen den Wahlvorstand bildete. Ab 1906 wurden die übrigen Mitglieder des Wahlvorstands vom Wahlkommissar ernannt. Hieran schloss sich die Wahlprüfung an. Der Wahlkommissar – und nur er – hatte der Wahlmännerversammlung den Ausschluss von Wahlmännern vorzuschlagen, wenn deren Wahl wegen Rechtsverstößen seines Erachtens ungültig war. Die Wahlmänner entschieden hierüber mit Stimmenmehrheit, wobei die Wahlmänner, deren Wahl beanstandet wurde, auch stimmberechtigt waren. Erst dann folgte die eigentliche Wahl.
Die Wahl der Abgeordneten erfolgte wie die Urwahlen durch Stimmgebung zu Protokoll, hier spielten die Abteilungen aber keine Rolle. Waren mehrere Abgeordnete zu wählen, fand für jeden Sitz eine separate Wahl statt. Zur Wahl war die absolute Mehrheit der gültigen Stimmen erforderlich. Wurde diese nicht erreicht, fand eine engere Wahl statt. Am zweiten Wahlgang durften bis 1903 alle Kandidaten teilnehmen, die im ersten Wahlgang mehr als eine Stimme bekamen. Bei jedem weiteren Wahlgang schied der schwächste Kandidat aus. Waren nur noch zwei Bewerber übrig, entschied bei Stimmengleichheit das Los. Seit 1903 fand, wie bei den Urwahlen, sofort eine Stichwahl der beiden Stimmenstärksten statt. Erhielten im ersten Wahlgang zwei Kandidaten jeweils genau die Hälfte der Stimmen, entschied seit 1906 das Los, bis dahin fand in diesem Fall auch eine engere Wahl statt. Zur Straffung der recht zeitraubenden Abgeordnetenwahl mussten die Wahlmänner, falls mehr als ein Abgeordneter zu wählen war, seit 1903 die Stimmen in einem Zug abgeben, d. h., sie mussten angeben, wen sie für den ersten, zweiten und ggf. dritten Abgeordnetensitz wählen wollten. Über 90 % der Abgeordneten wurden schon im ersten Wahlgang gewählt.
Schied ein Abgeordneter während der Wahlperiode aus, wählten dieselben Wahlmänner wie bei der Hauptwahl einen Nachfolger. Nur für inzwischen verstorbene oder auf andere Weise ausgeschiedene Wahlmänner fanden ggf. Ersatzwahlen statt.

## Auswirkungen
Das Wahlverfahren in Kombination mit der Wahlkreiseinteilung führte zu einer sehr starken Bevorzugung der Konservativen. 1913 erhielten sie 14,8 % der Urwählerstimmen, hatten aber 149 der 443 Sitze im Abgeordnetenhaus (33,6 %, inkl. zwei Hospitanten), die Freikonservativen erreichten sogar 53 Sitze mit nur 2 % der Urwählerstimmen. Die SPD hingegen erhielt 1913 mit 28,4 % der Urwähler nur 10 Sitze (2,3 %). Gemessen am Stimmenanteil wurden Zentrum, National- und Linksliberale vom Wahlrecht eher begünstigt, aber bei weitem nicht im gleichen Ausmaß wie die Konservativen. Statistisch erhoben wurde die Stimmabgabe nach Parteien nur bei den Wahlen ab 1898. Sie wurde ermittelt, indem der Wahlvorsteher bei der Urwahl einen Auswertungsbogen ausfüllte und dort für jeden, der bei der Urwahl eine Stimme bekam, dessen mutmaßliche politische Orientierung eintrug. So wurde auf die politische Orientierung der Urwähler geschlossen. Hatte der Wahlvorsteher hierzu keine ausreichenden Angaben gemacht, schloss man vom Verhalten der Wahlmänner bei der Wahl der Abgeordneten auf deren politische Orientierung. Daher sind die Stimmenanteile nur Näherungswerte. Außerdem ist zu beachten, dass die Diskrepanz zwischen Stimmen- und Mandatsanteilen bei den Konservativen und Freikonservativen nicht nur durch das Wahlrecht selbst, sondern auch dadurch entstand, dass in ihren Hochburgen die Wahlbeteiligung meist besonders niedrig war.
Im Vergleich zum Reichstagswahlrecht war das Wahlrecht zum Abgeordnetenhaus besonders für Konservative, Freikonservative und Nationalliberale günstig. Nachteilig war es für Polen, Antisemiten, Welfen und besonders für die SPD. 1903 errang die SPD 32 der 236 preußischen Sitze im Reichstag, bei der Wahl zum preußischen Abgeordnetenhaus im selben Jahr aber keinen der 433 Sitze.
| Provinz            | Abteilung 1 | Abteilung 2 | Abteilung 3 | Gesamt |
| ------------------ | ----------- | ----------- | ----------- | ------ |
| Ostpreußen         | 0485        | 139         | 15          | 042    |
| Westpreußen        | 0559        | 147         | 17          | 048    |
| Stadtkreis Berlin  | 2739        | 445         | 44          | 124    |
| Brandenburg        | 0635        | 168         | 21          | 056    |
| Pommern            | 0608        | 147         | 16          | 046    |
| Posen              | 0395        | 083         | 11          | 032    |
| Schlesien          | 0546        | 113         | 15          | 045    |
| Sachsen            | 0724        | 181         | 21          | 059    |
| Schleswig-Holstein | 0654        | 208         | 23          | 063    |
| Hannover           | 0469        | 149         | 18          | 049    |
| Westfalen          | 0662        | 146         | 22          | 059    |
| Hessen-Nassau      | 0589        | 163         | 27          | 072    |
| Rheinprovinz       | 0733        | 170         | 24          | 067    |
| Hohenzollern       | 0061        | 024         | 06          | 014    |
| Preußen insgesamt  | 0671        | 165         | 21          | 059    |

Die Wahlbeteiligung lag in allen drei Abteilungen weit unter der bei Reichstagswahlen. 1913 lag sie bei 32,7 % (1898 nur 18,4 %), bei der Reichstagswahl 1912 in Preußen hingegen bei 84,5 %. Die möglichen Gründe sind vielfältig: die Wahl fand durchgehend werktags statt und die Stimmabgabe konnte im Gegensatz zur Reichstagswahl mehrere Stunden dauern, abhängig von der Zahl der Urwähler und der Zahl der Wahlgänge. Auf dem Land war unter Umständen ein weiter Marsch in eine Nachbargemeinde erforderlich, während es bei Reichstagswahlen stets mindestens ein Wahllokal in jeder Gemeinde gab. Das fehlende Wahlgeheimnis und damit mögliche negative Folgen einer Stimmabgabe konnte ebenfalls Wahlberechtigte von der Wahl abhalten. Bei Wahlberechtigten der 3. Abteilung konnte die relativ geringe Bedeutung ihrer Stimme eine Rolle spielen. Vielfach war die Bedeutung der Urwahl auch dadurch gemindert, dass der Urwahlbezirk oder der ganze Wahlbezirk politisch unumstritten war und der Sieger praktisch schon vorher feststand. Besonders in der 3. Abteilung war die Wahlbeteiligung niedrig, sie betrug dort 1913 landesweit nur 29,9 %, während sie in der 2. Abteilung bei 41,9 % und in der 1. Abteilung bei 51,4 % lag. Besonders hoch war die Wahlbeteiligung in den Gebieten mit hohem polnischen Bevölkerungsanteil und in Berlin, während im übrigen Land der ohnehin niedrige Durchschnittswert z. T. noch beträchtlich unterboten wurde. In Städten lag die Wahlbeteiligung höher als auf dem Land. Der Spezialist für das Dreiklassenwahlrecht, der Historiker Thomas Kühne, spricht von der „Ökonomie der Wahlenthaltung“. Die Wähler seien nicht aus Protest gegen das restriktive Wahlrecht der Wahl ferngeblieben, sondern weil sie sich im Vorfeld einigen konnten, wer wählen geht – und es ausreichte, wenn einige wenige die Stimme abgaben.
Da das Steueraufkommen in Preußen je nach Region außerordentlich unterschiedlich ausfiel, hatte dies zur Folge, dass die Voraussetzungen, um als Wähler in der ersten oder zweiten Abteilung wählen zu können, je nach Provinz und auch zwischen verschiedenen Urwahlbezirken einer größeren Gemeinde sehr verschieden waren. Bei der preußischen Landtagswahl 1898 mussten in der Stadt durchschnittlich 1361 Mark und auf dem Land nur 343 Mark an direkten Steuern entrichtet werden, um in der ersten Abteilung wählen zu können. Die durchschnittliche Steuerleistung eines Berliner Wählers in der zweiten Abteilung lag bei der Landtagswahl 1898 bei 445 Mark, die eines entsprechenden Wählers im Bezirk Hohenzollern bei 24 Mark. Noch ausgeprägter waren die Unterschiede beim Vergleich verschiedener Urwahlbezirke. In 29 besonders steuerkräftigen Berliner Urwahlbezirken musste man bis zu einem Steueraufkommen von 3000 Mark jährlich in der dritten Abteilung wählen, während in vier steuerschwachen Berliner Urwahlbezirken schon ein Steueraufkommen von 100 Mark jährlich ausreichte, um in der ersten Abteilung zu wählen. Zum Teil mussten deswegen selbst hohe preußische Staatsbeamte in der dritten Abteilung wählen. Von zehn preußischen Staatsministern wählten bei der preußischen Landtagswahl 1893 sechs, darunter der preußische Ministerpräsident Botho Graf zu Eulenburg und der Reichskanzler und preußische Minister Leo von Caprivi in der dritten Abteilung. Drei weitere Minister wählten in der zweiten Abteilung, während der zehnte Minister, der Kriegsminister, als aktiver Militär nicht wahlberechtigt war.

## Reformbestrebungen und Abschaffung
Die Linksliberalen und besonders die SPD verlangten regelmäßig die Übertragung des Reichstagswahlrechts auf Preußen. Die konservativen Kräfte lehnten dies jedoch ab. Allerdings galt das Wahlrecht seit der Jahrhundertwende als veraltet und wurde nun von allen Seiten kritisiert. Nicht nur Sozialdemokraten gingen gegen das Wahlrecht auf die Straße, sondern auch fortschrittliche Bürger, die sich auch in Petitionen gegen das Wahlrecht wandten. Die Nationalliberalen beispielsweise forderten ein Pluralwahlrecht nach belgischem und sächsischem Vorbild, ferner (zusammen mit dem Zentrum) die direkte Wahl und eine Neueinteilung der Wahlkreise zur Anpassung an die Bevölkerungsentwicklung.
1910 brachte die Regierung Bethmann Hollweg einen Entwurf zur Reform des Dreiklassenwahlrechts ein. Dieser sah die Beibehaltung der nicht geheimen Wahl und der drei Abteilungen vor. Die Abgeordneten sollten aber direkt gewählt werden und die Zahl der Bürger in der 1. und 2. Abteilung dadurch erhöht werden, dass über 5000 Mark hinausgehende Steuerzahlungen bei der Bildung der Abteilungen nicht mehr berücksichtigt werden sollten. Zudem sollten sogenannte Kulturträger in die nächsthöhere Abteilung aufsteigen. Zu den „Kulturträgern“ sollten Wähler mit Abitur gehören und zusätzlich über längere Zeit im Staatsdienst dienende Personen (u. a. Unteroffiziere). Mit letztgenannter Gruppe sollte ein konservatives Gegengewicht zu den Gebildeten geschaffen werden, die stärker den Liberalen zuneigten und durch die Reform ebenfalls begünstigt worden wären. Der Entwurf wurde von der SPD rundweg abgelehnt und fand auch bei keiner anderen Fraktion ungeteilte Zustimmung. Konservative und Zentrum, die beide wenig an einer Neuregelung interessiert waren, änderten den Regierungsentwurf erheblich ab: Die Bevorzugung der „Kulturträger“ fiel fort, die indirekte Wahl sollte erhalten bleiben und die Urwahl im Gegensatz zur Wahl der Abgeordneten geheim sein. Die Regierung lehnte diese Änderungen der Vorlage ab und verzichtete auf eine weitere Beratung des Gesetzentwurfs, ohne ihn offiziell zurückzuziehen. In der Osterbotschaft 1917 stellte Wilhelm II. demokratische Reformen in Aussicht. Im Sommer 1917 wurde daraufhin ein neuer Gesetzesentwurf eingebracht.
Vermutlich blieb die Reform des allseits unbeliebten Wahlrechts aus, weil die Linken kompromisslos die Ersetzung durch das moderne Reichstagswahlrecht forderten, dieses aber den durchaus zu Reformen bereiten liberaleren und konservativen Kräften zu weit ging. Diese forderten stattdessen etwa ein Pluralwahlrecht, das von Intellektuellen wie John Stuart Mill oder Otto Hintze favorisiert wurde.
Am 12. November 1918 rief der Rat der Volksbeauftragten das allgemeine demokratische Wahlrecht aus. Damit wurde das Dreiklassenwahlrecht in Preußen abgeschafft und gleichzeitig in ganz Deutschland das Frauenwahlrecht eingeführt.

## Historische Einschätzung des Dreiklassenwahlrechts
In letzter Zeit erfuhr das preußische Dreiklassenwahlrecht eine mildere Beurteilung als in den Jahrzehnten davor, wobei darauf hingewiesen wird, dass es sowohl von John Stuart Mill als auch von Tocqueville positiv eingeschätzt wurde. Hedwig Richter erklärt: „Gerade wenn man bedenkt, dass selbst das mit Tausenden von Toten erkämpfte und mit Verfassungskraft garantierte Wahlrecht der Afroamerikaner um 1900 faktisch wieder ausgehebelt wurde, kann der preußische Versuch, die durch die Moderne hervorgerufenen sozialen Spannungen mithilfe des Dreiklassenwahlrechts zu lösen, kaum als erfolglos bezeichnet werden.“
Bei seiner Einführung galt das Dreiklassenwahlrecht eher als ein fortschrittlicheres Wahlrecht, weil sein Zensus nicht auf Grundbesitz, sondern auf Steuern beruhte und weil es „allgemein“ war, weil also prinzipiell jeder Mann wählen durfte. Entsprechend wurde es von den Konservativen heftig verurteilt.
Allgemeines, gleiches, geheimes und direktes Wahlrecht für Männer, wie es bei den Wahlen zum Reichstag galt, hatten 1914 mit Baden und Württemberg nur 2 der 25 Bundesstaaten und das Reichsland Elsass-Lothringen. In anderen Ländern wie Großbritannien, Schweden oder den Niederlanden durften bis zum Ersten Weltkrieg wegen des Zensuswahlrechtes viele Männer überhaupt nicht wählen, während in Preußen jeder erwachsene Mann wenigstens eine minder ausschlaggebende Stimme hatte.
Weniger demokratisch als in den meisten anderen deutschen Staaten war das preußische Wahlrecht aufgrund der mangelnden Geheimhaltung. In allen anderen Staaten außer Waldeck galten die Wahlen als geheim, nachdem Bayern 1881, Braunschweig 1899, Hessen 1911 und Schwarzburg-Sondershausen 1912 die geheime Wahl eingeführt hatten. Allerdings bestand die geheime Wahl oftmals nur auf dem Papier.
Die indirekte Wahl hingegen war in Europa damals durchaus üblich. Sie wurde allerdings in den meisten anderen deutschen Bundesstaaten bis 1914 durch die direkte Wahl abgelöst.
Vergleichsweise fortschrittlich – auch im internationalen Vergleich – war, wie erwähnt, die Allgemeinheit des preußischen Wahlrechts, die noch 1914 in 14 der 25 Bundesstaaten und in zahlreichen anderen westlichen Ländern (etwa Großbritannien) nicht gegeben war. In Mecklenburg-Schwerin und Mecklenburg-Strelitz gab es bis 1918 keine gewählte Parlamentskammer. In Hamburg und bis 1905 in Lübeck galt ein Steuerzensus (Steuerzahlung in bestimmter Höhe als Voraussetzung für das Wahlrecht). In Waldeck war alternativ die Erfüllung eines Steuerzensus oder Grundbesitz erforderlich zur Erlangung des Wahlrechts. In Bayern, Sachsen, Hessen, Schwarzburg-Rudolstadt, Schwarzburg-Sondershausen, Lippe und Lübeck war die Zahlung direkter Steuern Wahlrechtsvoraussetzung, in Sachsen-Altenburg, Sachsen-Coburg-Gotha und Reuß ältere Linie die Zahlung direkter Steuern und ein eigener Hausstand.
Ein Dreiklassenwahlrecht galt neben Preußen in Braunschweig, Lippe, Sachsen (hier erst 1896–1909), Sachsen-Altenburg und Waldeck. In Hessen hatten Wähler nach der Wahlrechtsänderung von 1911 ab 50, in Oldenburg ab 40 Lebensjahren eine zusätzliche Stimme. In Sachsen galt seit 1909 ein Pluralwahlrecht, die Wähler hatten ein bis vier Stimmen gestaffelt nach Einkommen, Alter und Bildung. In Reuß jüngere Linie galt seit 1913 Ähnliches, hier hatten die Wähler bis zu fünf Stimmen. In Lübeck gab es ein Zweiklassenwahlrecht, wobei die erste Klasse 105 und die zweite nur 15 Abgeordnete wählte. In den meisten Staaten mit nur einer Parlamentskammer (zwei Kammern hatten Preußen, Bayern, Württemberg, Baden, Hessen und [ab 1911] Elsass-Lothringen, eine dieser Kammern wurde jeweils nicht gewählt) wurde ein Teil der Abgeordneten entweder vom Landesfürsten ernannt oder von bestimmten Gruppen (wie zum Beispiel verschiedene Kammern, Höchstbesteuerte, Großgrundbesitzer, Akademiker) gewählt. In Bremen (Achtklassenwahlrecht) zum Beispiel wurden nur 68 der 150 Sitze in allgemeinen Wahlen vergeben, in Hamburg 80 von 160, in Braunschweig 30 von 48.

## Dreiklassenwahlrecht außerhalb Deutschlands
Im japanischen Kaiserreich, dessen kommunale Selbstverwaltung insbesondere durch Albert Mosse stark von preußischen Vorbildern beeinflusst wurde, führte die vorkonstitutionelle Meiji-Regierung zusätzlich zu den ohnehin geltenden Zensusbeschränkungen ein Dreiklassenwahlrecht (japanisch 3-kyū-sei senkyo (3級制選挙) oder auch 3-kyū senkyo seido) für Stadträte in der Meiji-Zeit ein. So waren zum Beispiel in der Stadt Yokohama 1889 nur 698 Einwohner überhaupt wahlberechtigt, und diese reichsten Bürger der Stadt wählten dann in drei Klassen aus 601, 84 und 13 Wählern jeweils zwölf Abgeordnete im ersten Stadtrat. 1921 wurde das Klassenwahlrecht in kreisangehörigen Gemeinden abgeschafft, in kreisfreien Städten (shi) durch ein Zweiklassenwahlrecht ersetzt. 1925 wurden die zuvor in mehreren Schritten gesenkten Zensusbeschränkungen wie das Klassenwahlrecht ganz abgeschafft.
Auch in Rumänien gab es bis zum Ersten Weltkrieg ein Dreiklassenwahlrecht.